# گلزار (تبریز)
گلزار یکی از روستاهای استان آذربایجان شرقی است که در دهستان اسپران بخش مرکزی شهرستان تبریز واقع شده‌است.این روستا ۶۳ نفر جمعیت دارد.